# Montagnes russes pipeline
Pour les articles homonymes, voir Pipeline (homonymie).

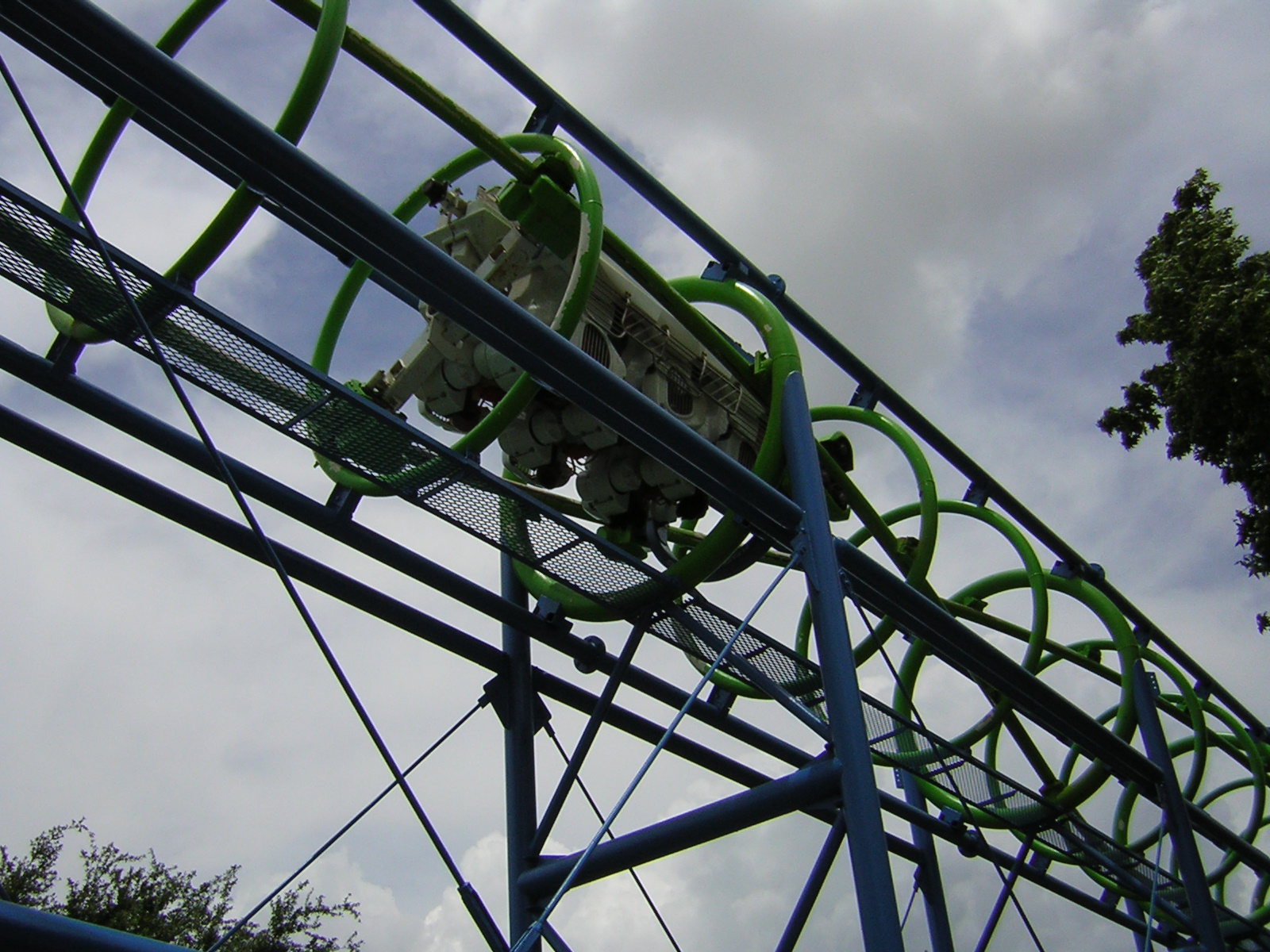
Ultra Twister à Six Flags Astroworld.

Le Pipeline Coaster (ou montagnes russes tortueuses) est un type de montagnes russes développé par la compagnie japonaise Togo. Le nom de l'attraction vient du mot anglais "Pipeline" qui signifie littéralement ligne-tuyau.
Bien que Arrow Dynamics et Intamin aient développés leurs versions de l'attraction, ils ne l'ont jamais vraiment exploitée.

## Histoire
Togo développe le premier Pipeline Coaster en 1985 sous le nom d'Ultra Twister pour le parc d'attractions Tokyo Dome City Attractions, à Tokyo, au Japon. L'attraction devint très populaire et l'année suivante Six Flags investit pour le parc Six Flags Great Adventure dans un de ces modèles (présent dans le parc jusqu'en 1990 où il fut déménagé au parc Six Flags Astroworld, fermé depuis 2005). 

## Concept et fonctionnement
Le succès de cette attraction auprès des petits parcs vient du fait qu’elle ne nécessite pas d’énormément de place au sol. L'attraction se présente comme un long tube. Les wagonnets à l'intérieur desquels les passagers prennent place ont la forme d'un grand cylindre.
Après avoir été hissé, le wagonnet entre dans le tunnel de rails et entame une descente lui permettant de prendre de la vitesse. Sur des lignes droites, des éléments entraînent ensuite le wagonnet à faire des inversions telles que des loopings latéraux.

## Attractions de ce type
| Nom                                                 | Parc                                                             | Pays       | Constructeur | Date d'ouverture | Statut               |
| --------------------------------------------------- | ---------------------------------------------------------------- | ---------- | ------------ | ---------------- | -------------------- |
| Megaton                                             | Mitsui Greenland                                                 | Japon      | Togo         | 1994             | Ouvert               |
| Ultra Twister                                       | Rusutsu Resort                                                   | Japon      | Togo         | 1994             | Ouvert               |
| Ultra Twister                                       | Nagashima Spa Land                                               | Japon      | Togo         | /                | Ouvert               |
| Ultra Twister                                       | Mt. Ikoma Amusement Park                                         | Japon      | Togo         | /                | Fermé                |
| Ultra Twister                                       | Washuzan Highland                                                | Japon      | Togo         | 1991             | Ouvert               |
| ? (Ouvert sous le nom Ultra Twister)                | Six Flags America Six Flags Astroworld Six Flags Great Adventure | États-Unis | Togo         | 1986 1990 /      | Démonté              |
| Ultra Twister                                       | Tokyo Dome City Attractions                                      | Japon      | Togo         | 1985             | Démoli en 1997       |
| Spiral Coaster (Ouvert sous le nom Sky Plaza Comet) | Al-Sha'ab Leisure Park Sky Plaza                                 | Koweït     | Intamin      | 2000 1996        | Ouvert Fermé en 1999 |

## Le saviez-vous?
Le parc anglais Alton Towers a eu en projet la construction d'un Pipeline Coaster par la firme Arrow Dynamics au début des années 1990. Le projet appelé SW1 puis SW2 (acronyme de "Secret Weapon", qui signifie arme secrète) a finalement été abandonné à la suite de nombreux problèmes techniques et financiers et surtout au profit de montagnes russes d'un autre type : Nemesis.